# Harry Glass
Harry Glass (tyska: Henry Glaß) född 11 oktober 1930 i Klingenthal i Sachsen, död 14 december 1997 i Rodewisch i Sachsen, var en tysk backhoppare och utövare av nordisk kombination. Han tävlade för SC Aufbau Klingenthal.

## Karriär
Harry Glass började med backhoppning 1952 och vann DDR-mästerskapen i backhoppning 1954, 1955, 1956 och 1958. Han kom med i DDR:s elitlag 1953. I Skid-VM 1954 i Falun blev han nummer 64 av 69 deltagare. Glass ändrade och moderniserade då sin hoppstil och framgångarna kom.
Under olympiska vinterspelen 1956 i Cortina d'Ampezzo, Italien låg Harry Glass i täten efter första omgången. Tävlingen hölls vid "Trampolina Italia" med en K-punkt på 72 meter. Glass tävlade för ett gemensamt västtyskt och östtyskt lag, Tysklands förenade lag. I andra omgången misslyckades det Glass att bevara ledningen. Antti Hyvärinen och Aulis Kallakorpi från Finland passerade Glass sammanlagt. Glass var 0,5 poäng ifrån en silvermedalj. Han vann en bronsmedalj, den första någonsin för en tysk idrottare i nordisk skidsport.
Vid skid-VM 1958 i Lahtis blev det dubbelseger för hemmafavoriterna Juhani Kärkinen och Ensio Hyytiä. Glass kämpade med landsmannen Helmut Recknagel om bronset, men slutade 2,5 poäng bakom Recknagel och fick fjärdeplatsen.
Under tysk-österrikiska backhopparveckan, i Bergiselschanze 1960 föll Glass och skadade sig svårt. Glass gjorde ett försök till comeback, men lyckades aldrig.

## Övrigt
Harry Glass arbetade inom polisen, i östtyska Volkspolizei. Han var styrelseledamot i Deutscher Turn- und Sportbund (DTSB) 1960 - 1964. Han var tränare i perioden 1962 - 1980. Han pådrog sig ett hjärtinfarkt 1982, och blev sedan pensionär.